# ハイランダーキャット
ハイランダーキャット（Highlander cat）、ハイランダー（Highlander）またはハイランド・リンクス（Highland Lynx）は、猫の一品種である。原産国はアメリカ。
デザート・リンクスとジャングル・カール（耳の巻いているアメリカン・カールの亜種とアフリカン・ジャングルキャットの交雑種）をかけ合わせた品種とされている。

## 来歴
新しい猫種を作るために野生の猫科動物を繁殖ラインに導入することがあるが、ハイランダーキャットも元はその試みから生まれた猫種である。
本種の大きな特徴の一つである外向きにカールした耳を持つ個体が誕生したのは1995年のことであるが、繁殖第1・第2世代などヤマネコの遺伝子の濃さによっては野生動物として扱う必要があるなどの理由で、その時点での猫種登録はなされなかった。
その後、2005年に猫種名がハイランダーに変更され、2008年にはアメリカの2大猫種登録団体であるインターナショナル・キャット・アソシエーション（TICA）に新しい猫種の予備登録が開始された。一方、2大猫種登録団体のもう1つであるキャット・ファンシーズ・アソシエーション（CFA）は、猫科の野生動物を繁殖ラインに導入したハイブリッドを受け入れない方針であることから、ハイランダーもデザート・リンクスも認められていないのが現状である。
ハイランダーの土台となったデザート・リンクスはオオヤマネコの血が濃く、アメリカを中心に愛好家や繁殖者が育種のために団体を設立して、交配のルールを定めている。また、ハイランダーはデザート・リンクスと同じ種類の猫であり、耳の形が異なるだけであると定義される場合もある。

## 特色
筋肉質な体や前足に比べやや長い後ろ足、手足の房毛、大きめの頭に四角いマズル等、繁殖に組み込まれた野生のヤマネコに近い特徴を持つ。
前述のとおり、ハイランダーキャット最大の特徴として外向きにカールした耳が挙げられる。この耳と、ホワイト以外の直毛を持つ猫が、ハイランダーキャットに分類される。カールしている毛や全身がホワイトであるものはモハーベ・ボブ、アルパイン・リンクスに分類される場合がある。
やや吊り上がった丸い瞳は、ゴールド、グリーン、アンバー等の色を持ち、指が6本以上ある事も珍しくなく、対して尻尾はほとんどない場合も多い。メスで6kg、オスは10kg以上になることもあり、一般的なイエネコと比べて大きな体を持つ。
ヤマネコから受け継いだ野性的な外見に似つかわしくなく非常に穏やかな性格であり、子供に嫉妬することも少なく、好奇心も旺盛。とても利口で愛情深く、犬のように忠実な一面もある。他方、飼育下の環境においては鳥やモルモット、ハムスターなどの小動物を狩りの対象とみなすこともあるため、注意を要する。
本種は肥満になりやすい傾向があり、それに起因する心臓疾患や糖尿病等を患うことが多いとされる。そのため、特にシニア期においては食事・運動の管理を行う必要性が高まる。

## ギャラリー

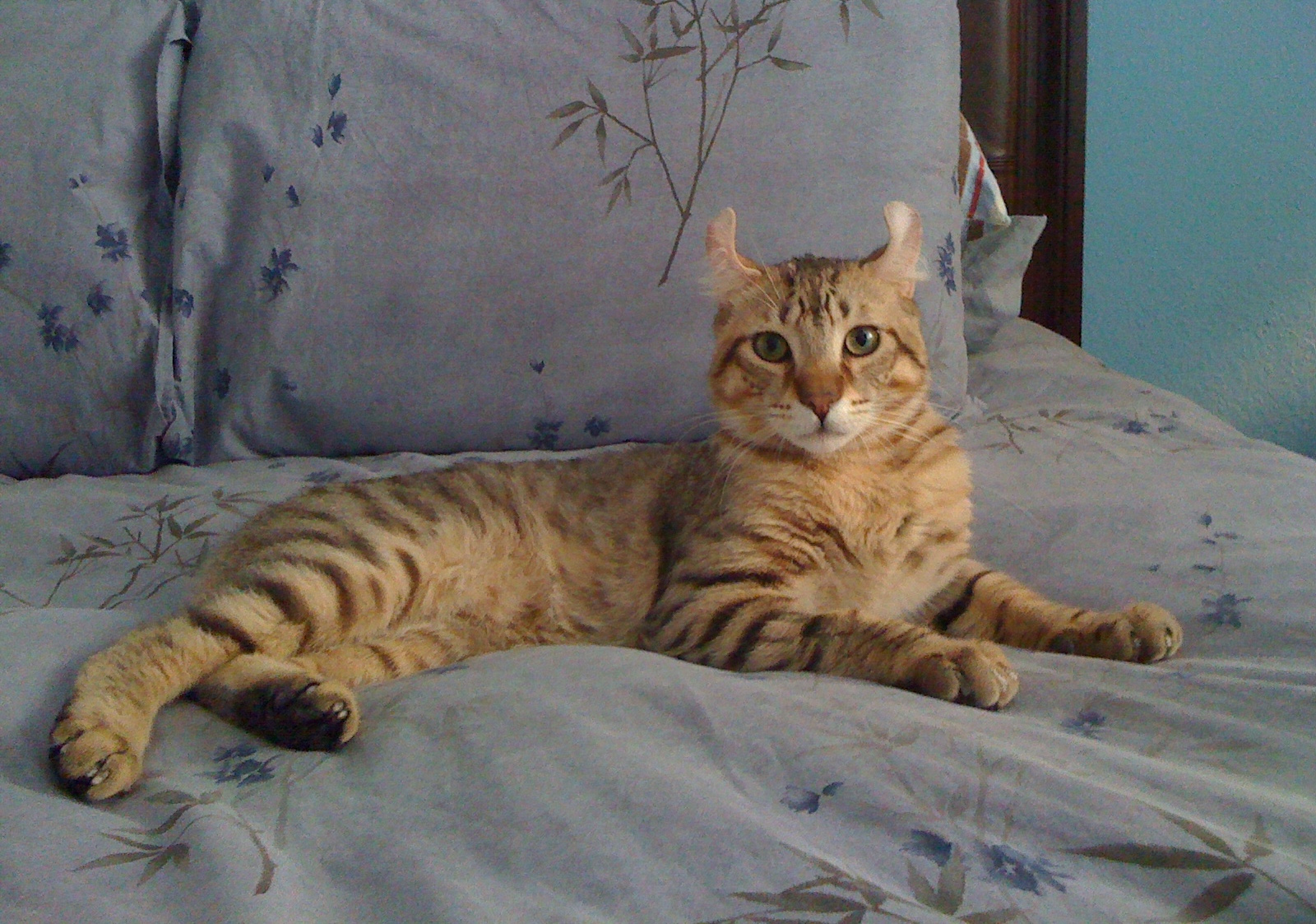
オスのハイランダーキャット
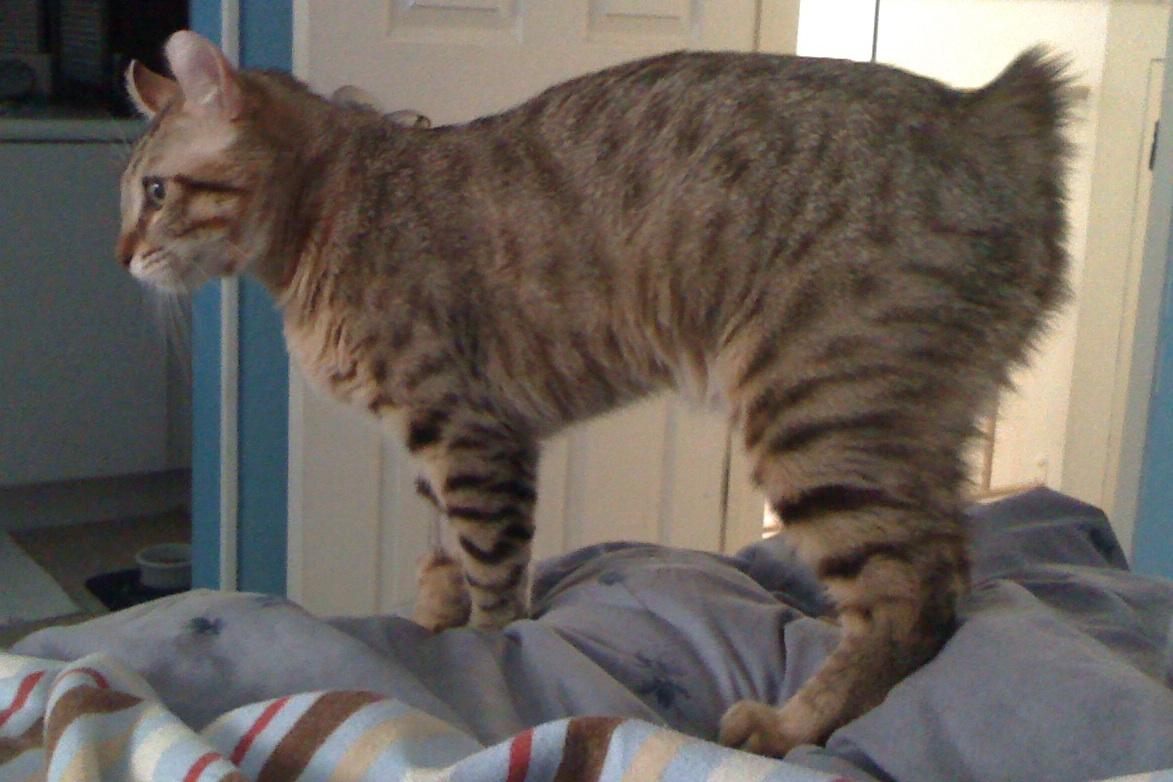
鯖虎模様のハイランダーキャット。特徴的な尻尾の形状が見て取れる。
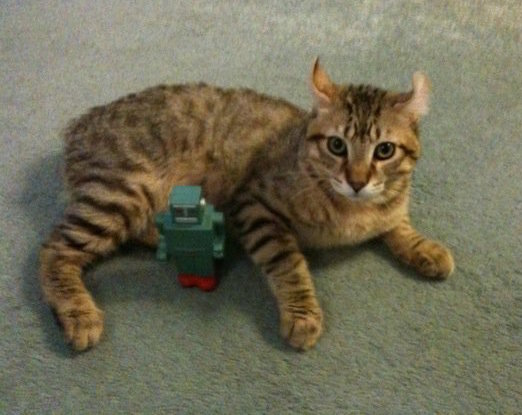
ハイランダーキャットの子猫
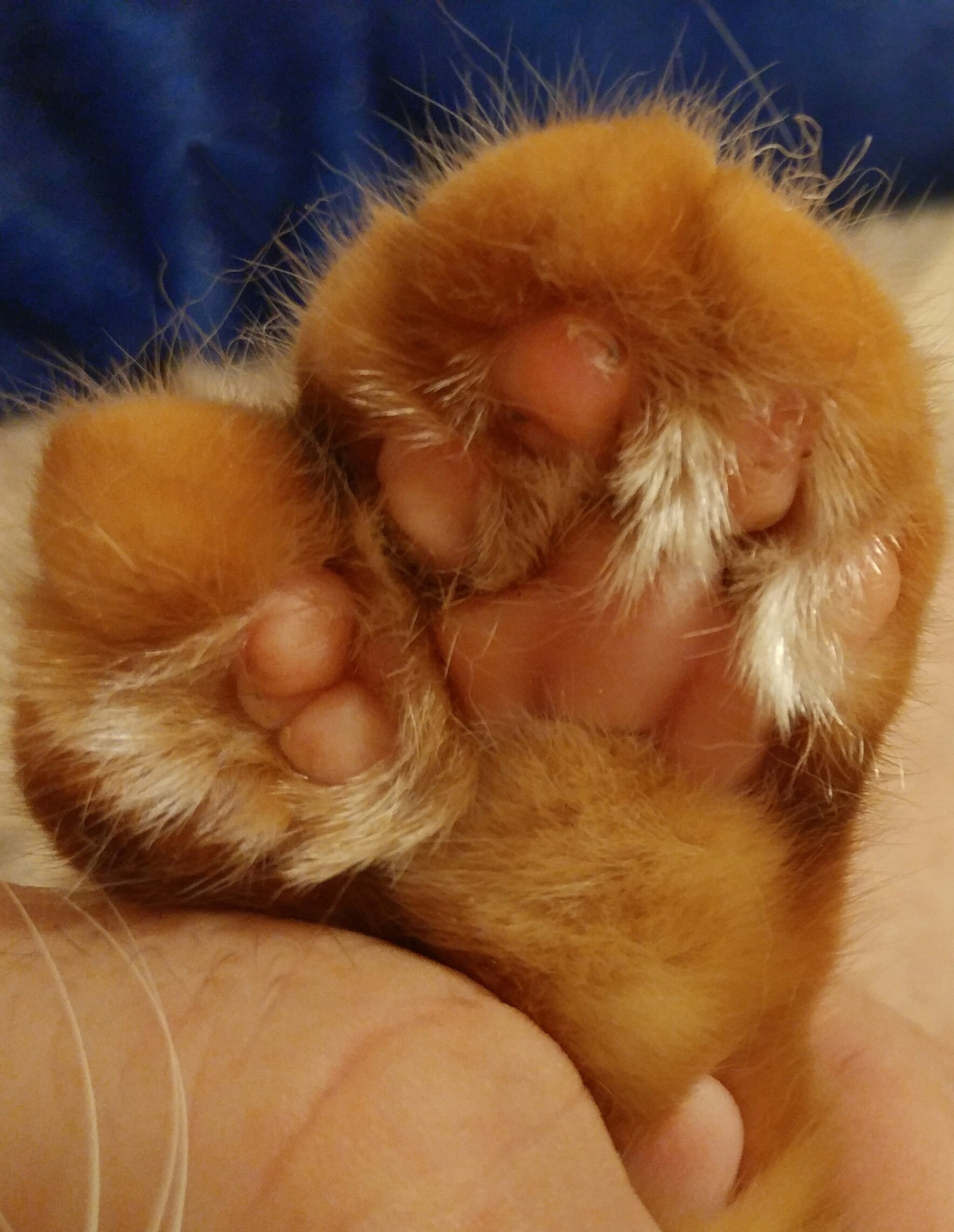
多指症のハイランダーキャットの肉球